# Sylvain Calzati
Sylvain Calzati (ur. 1 lipca 1979 w Lyonie) – francuski kolarz szosowy.
Jego ojciec, Christian Calzati, również był kolarzem.

## Osiągnięcia
Opracowano na podstawie:

2001
- 1. miejsce na 4. etapie Tour de Gironde

2002
- 1. miejsce w Route du Pays Basque

2004
- 2. miejsce w Étoile de Bessèges
- 1. miejsce w Tour de l’Avenir

2006
- 1. miejsce na 8. etapie Tour de France
- 2. miejsce w Bordeaux-Caudéran

## Rankingi
| Rok             | 2006 | 2007 | 2008 | 2009 |
| --------------- | ---- | ---- | ---- | ---- |
| UCI ProTour     | 121. | -    | -    |      |
| UCI Europe Tour |      |      |      | 214. |
|                 |      |      |      |      |
| Źródło: UCI     |      |      |      |      |